# Lista de presidentes do Senado da Câmara Municipal de Lisboa
| Presidente                                                                                    | Início do Mandato | Fim do Mandato | Notas                            |  |
| Brás de Albuquerque                                                                           | 1572              | 1573           |                                  |  |
| Duarte da Costa                                                                               | 1574              | 1575?          |                                  |  |
| Pedro de Almeida                                                                              | 1585              | 1590           |                                  |  |
| Pedro Guedes                                                                                  | 1591              | 1595           |                                  |  |
| Gil Eanes da Costa                                                                            | 1595              | 1602           |                                  |  |
| D. João de Castro                                                                             | 1602              | 1607           |                                  |  |
| Manuel de Vasconcelos                                                                         | 1608              | 1612           |                                  |  |
| D. Nuno Álvares de Portugal                                                                   | 1613              | 1617           |                                  |  |
| João Furtado de Mendonça                                                                      | 1618              | 1624           |                                  |  |
| D. Jorge de Mascarenhas, Marquês de Montalvão                                                 | 1624              | 1634           |                                  |  |
| D. Luís de Sousa, Conde do Prado                                                              | 1634              | 1638           |                                  |  |
| D. Pedro de Meneses, Conde de Cantanhede                                                      | 1639              | 1643           |                                  |  |
| D. João de Castelo Branco                                                                     | 1644              | 1647           |                                  |  |
| D. Fernando de Mascarenhas, Conde da Torre                                                    | 1648              | 1650           |                                  |  |
| Luís de Melo                                                                                  | 1651              | 1654           |                                  |  |
| Rodrigo Lobo da Silveira, Conde de Sarzedas                                                   | 1654              | 1655           |                                  |  |
| D. João de Sousa da Silveira                                                                  | 1655              | 1661           |                                  |  |
| Nuno de Mendonça                                                                              | 1661              | 1664           |                                  |  |
| Rui Fernandes de Almada                                                                       | 1664              | 1668           |                                  |  |
| Garcia de Melo                                                                                | 1668              | 1671           |                                  |  |
| Nuno da Cunha Ataíde, Conde de Pontével                                                       | 1683              | 1688           |                                  |  |
| D. Francisco de Sousa                                                                         | 1688              | 1702           |                                  |  |
| João da Silva Telo de Meneses, Conde de Aveiras                                               | 1702              | 1707           |                                  |  |
| João de Saldanha de Albuquerque                                                               | 1708              | 1710           |                                  |  |
| João da Silva Telo de Meneses, Conde de Aveiras                                               | 1711              | 1714           |                                  |  |
| D. José Rodrigo da Câmara, Conde da Ribeira Grande                                            | 1669              | 1670           | Senado Ocidental                 |  |
| Francisco da Cunha Rego                                                                       | 1744              | 1749           | Vereador, a servir de presidente |  |
| D. José Lobo da Silveira Quaresma, Conde-Barão de Alvito                                      | 1749              | 1751           |                                  |  |
| Fernão Teles da Silva, Marquês de Alegrete                                                    | 1752              | 1758           |                                  |  |
| Gaspar Ferreira Aranha                                                                        | 1758              | 1764           | Vereador, a servir de presidente |  |
| Paulo de Carvalho e Mendonça                                                                  | 1764              | 1770           |                                  |  |
| Henrique José de Carvalho e Melo, Marquês de Pombal                                           | 1770              | 1779           |                                  |  |
| Luís Botelho da Silva e Vale                                                                  | 1779              | 1785           | Vereador, a servir de presidente |  |
| José da Cunha Grã Ataíde e Melo, Conde de Povolide                                            | 1785              | 1791           |                                  |  |
| António José de Vasconcelos e Sousa da Câmara Caminha Faro e Veiga, Marquês de Castelo Melhor | 1792              | 1801           |                                  |  |
| Henrique José de Carvalho e Melo, Marquês de Pombal                                           | 1801              | 1807           |                                  |  |
| Francisco de Melo da Cunha de Mendonça e Meneses, Marquês de Olhão                            | 1807              | 1821           |                                  |  |